# Yohaulticetl
Yohualticetl ("Dame van de Nacht") was in Azteekse mythologie een maangodin en beschermer van kleine kinderen. Ze zou dezelfde geweest kunnen zijn als Metztli en Coyolxauhqui en de mannelijke maangod Tecciztecatl.